# Aparhant
Aparhant je vas na Madžarskem, ki upravno spada pod podregijo Bonyhádi Županije Tolna.